# Xavier Gabaix
Xavier Gabaix (né le 11 août 1971) est un économiste français, professeur en finance à l'université de New York après avoir enseigné l'économie au Massachusetts Institute of Technology. Ses recherches portent essentiellement sur la rationalité limitée des agents économiques et l'économie comportementale. Membre du Conseil d'analyse économique, il reçoit en 2011 les prix Fischer-Black et prix du meilleur jeune économiste de France. 
En 2012, il a reçu le « prix Lagrange », avec Lada Adamic, spécialiste américaine des réseaux sociaux.

## Biographie
Élève du Lycée Louis-Le-Grand où il entre en seconde et poursuit toute sa scolarité jusqu'en classe préparatoire, Xavier Gabaix se distingue par plusieurs prix au concours général : Lauréat du concours général en version latine (1988), mention régionale en version grecque (1988),  2e accessit en histoire (1988), 3e prix au concours général de mathématiques en 1989 (série C) (Cette année là, seuls les 1er et 3e prix sont attribués). 
Il fait partie de l'équipe de France aux  Olympiades internationales de mathématiques en 1990 où il obtient une mention honorable.
Au concours des grandes écoles, il est admis 3e (section sciences) à l'École normale supérieure en 1991,  et obtient un Ph.D. en sciences économiques à l'université Harvard en 1999.
Influencé par les économistes Andrei Shleifer, Sherwin Rosen, David Laibson, il est considéré par The New York Times et par The Economist comme faisant partie des jeunes économistes les plus prometteurs.

## Travaux

### Rationalité des consommateurs
Gabaix a beaucoup travaillé sur la non-rationalité des consommateurs, notamment en ce qui concerne les événements rares.

### Travaux sur la rémunération des dirigeants
Il publie en 2008 avec Augustin Landier dans le Quarterly Journal of Economics une étude sur l'évolution de la rémunération des dirigeants d'entreprise entre 1980 et 2003 (à la hausse +500% aux États-Unis) due , selon les auteurs, à la multiplication par le même facteur de la capitalisation des grandes entreprises américaines sur la même période) plutôtque par l'augmentation du pouvoir d'extraction des dirigeants, de l'évolution du marché des mêmes dirigeants, ou sur l'accroissement de la part des facteurs de rémunérations basés sur les capitaux propres de l'entreprise.

## Prix
- 2011 : Prix Fischer-Black
- 2010 : Prix Bernacer
- 23 mai 2011 : Prix du meilleur jeune économiste de France.
- 28 juin 2012 : Premio Lagrange (avec Lada Adamic)[1]
- 2015 : Prix Maurice-Allais[6]